# Generation Discover

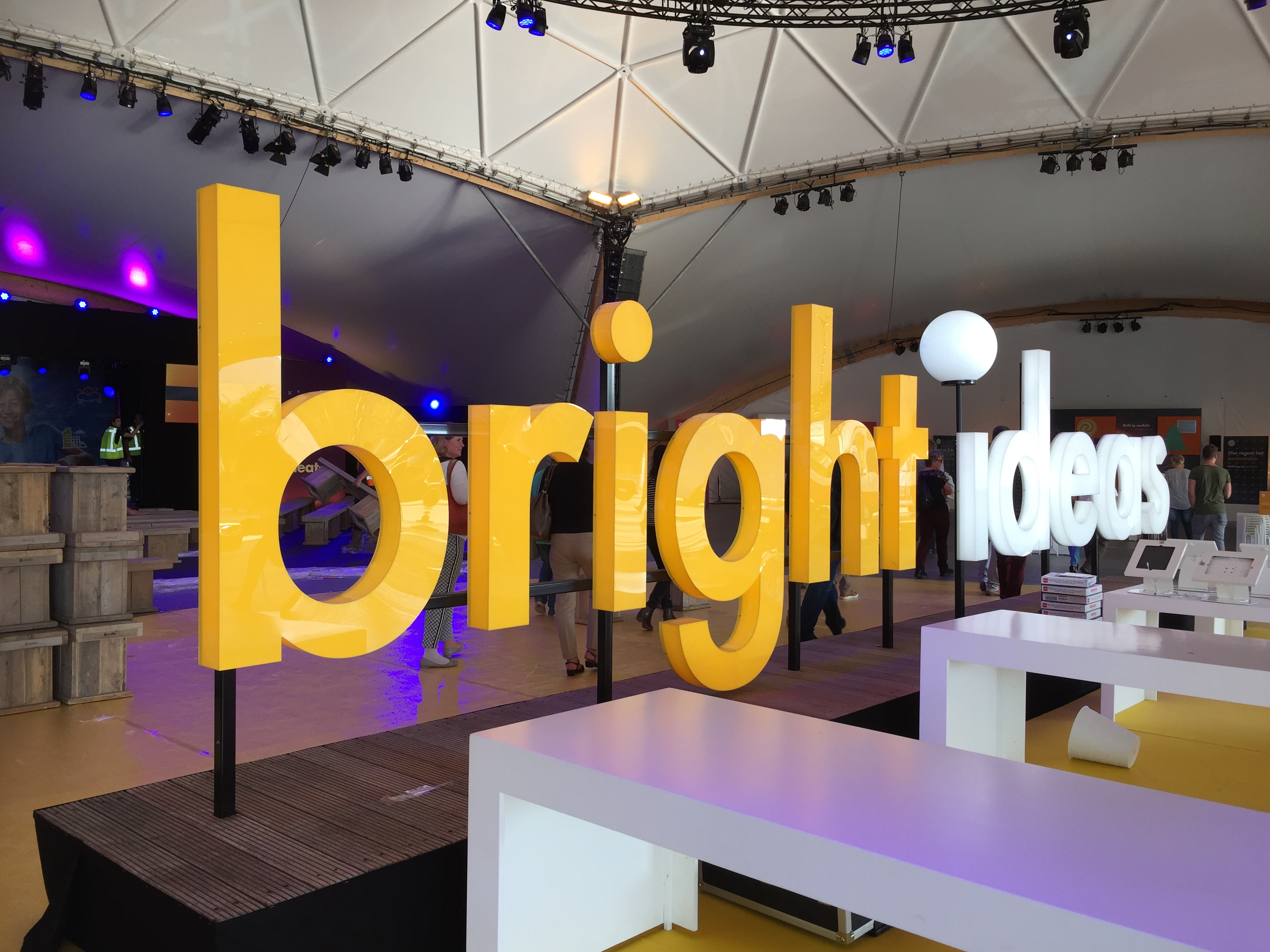

Het Generation Discover is een vijfdaags gratis toegankelijk jaarlijks festival in oktober, dat is bedoeld om jongeren in aanraking te laten komen met wetenschap en technologie. Het moet kinderen op speelse manier laten kennismaken met techniek. Organisator is Shell samen met een flink aantal andere instellingen, waaronder het NEMO Science Museum, Rijksmuseum Boerhaave, de politie en defensie. Het werd in oktober van 2016, 2017 en 2018 gehouden op het Malieveld in Den Haag. De versie van 2016 won de prijs "Event of the year" van de European Excellence Awards in Public Affairs. Het evenement trok in 2018 ruim 35.000 bezoekers. 
In 2019 vond het interactieve festival in Ahoy Rotterdam plaats en zal daarna iedere keer in een andere stad plaatsvinden. Dit was tevens de eerste editie van het festival die niet buiten, maar binnen plaatsvond. Er kwamen weer zo'n 35.000 bezoekers, met deze keer ruim 300 schoolklassen met zo'n 13.000 leerlingen. Door het festival telkens in een andere stad plaats te laten vinden kan Shell ook scholen uit andere regio's dan Den Haag kennis laten maken met de wetenschap. In 2020 en 2021 werd het festival niet gehouden vanwege de coronapandemie die in 2020 uitbrak.

## Onderwijsdoelen
- Voor leerlingen van de bovenbouw van het basisonderwijs en brugklassen van het middelbaar onderwijs om te ervaren hoe leuk wetenschap en techniek kan zijn.
- Voor leerlingen van het voortgezet onderwijs om hulp te bieden bij de keuze voor een wetenschap & technologie-profiel en vervolgopleiding.
- Om studenten te helpen bij de voorbereiding op hun carrière in de wetenschap en technologie, door ze energievraagstukken te laten oplossen.

De winnende ideeën van de bright ideas challenge voor  het schooljaar 2017-2018 waren: Een broek die energie opwekt door wrijving en beweging. Platformen met akkers op zee om voedsel op te verbouwen met gezuiverd zeewater. Een robot die regenwater opvangt en zuivert, maar ook planten in de tuin water geeft.

## Activiteiten

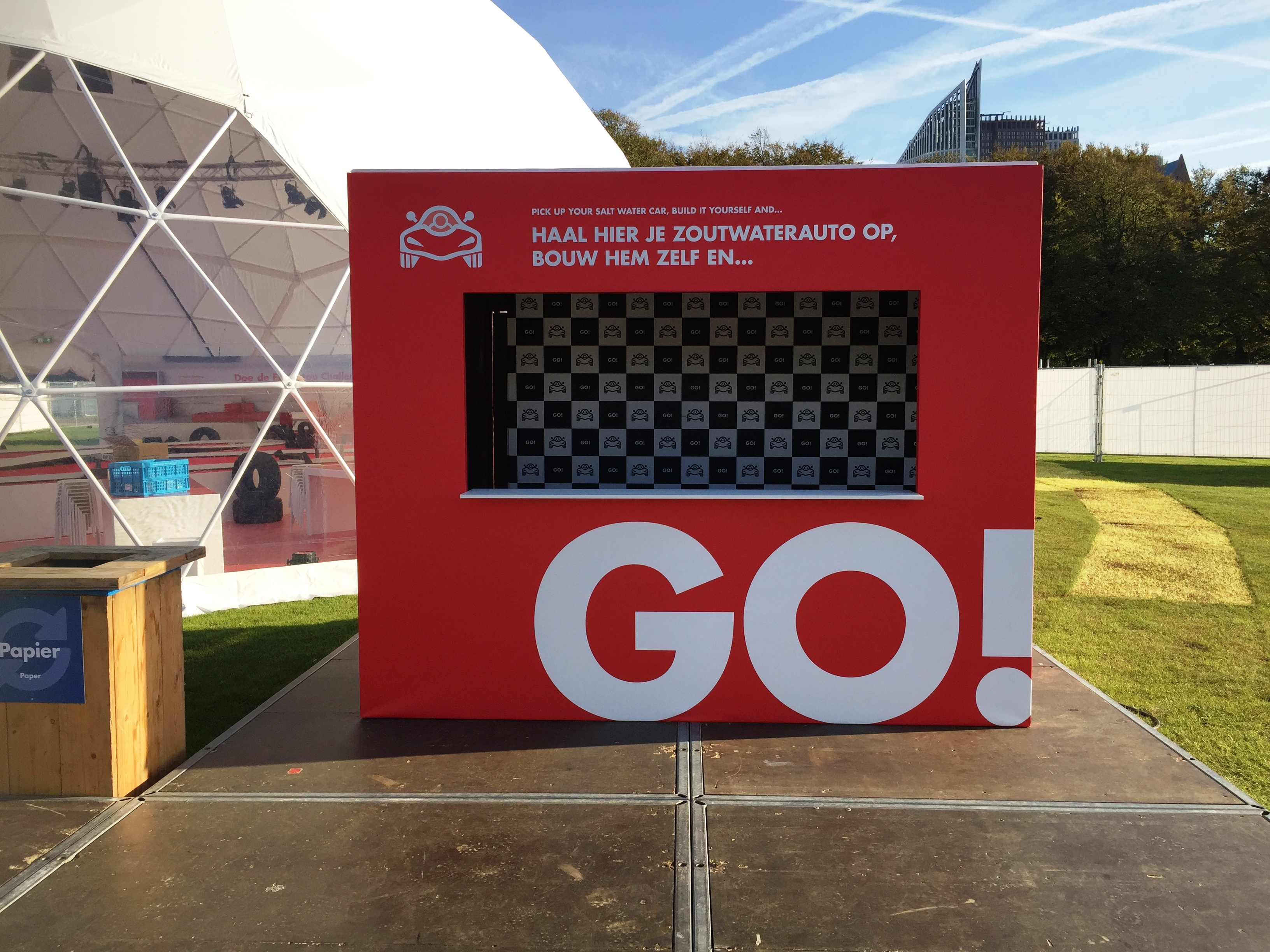
Zo'n 35.000 kinderen konden hier in 2018 hun bouwpakket voor het zout water auto'tje ophalen

Er waren in 2018 bijvoorbeeld activiteiten waarmee uitvinders in spé onder andere:
- chemische proefjes uitvoeren, haargel en een lavalamp maken
- een cybercrimineel opsporen
- energie opwekken door samen te springen op een kinetische dansvloer:
- digitaal muziek samenstellen en leren hoe je nepnieuws kan herkennen en codes kan schrijven.
- een drone besturen
- een elektromotortje bouwen van een batterijtje en koperdraad
- door een lazer maze kruipen (een weg banen door een laser doolhof) en opdrachten uitvoeren met een nachtkijker
- ontdekken hoe de wereld van morgen er uit zal zien met een virtual reality bril op
- racen met zelf geassembleerde autootjes die door middel van elektrolyse op zout water rijden
- eigen ringtone componeren
- een stroompje waterstofbelletjes produceren door twee in het water hangende potloden te verbinden met een batterij
- zelf dingen maken, zoals een eigen huis bouwen van papier, een windmolen bouwen

Daarnaast zijn er het reuzenrad en ook korte voorstellingen, zoals in het energy theater: science shows met de nieuwste technieken, om tussendoor nog een beetje tot rust te komen.

## Controverse

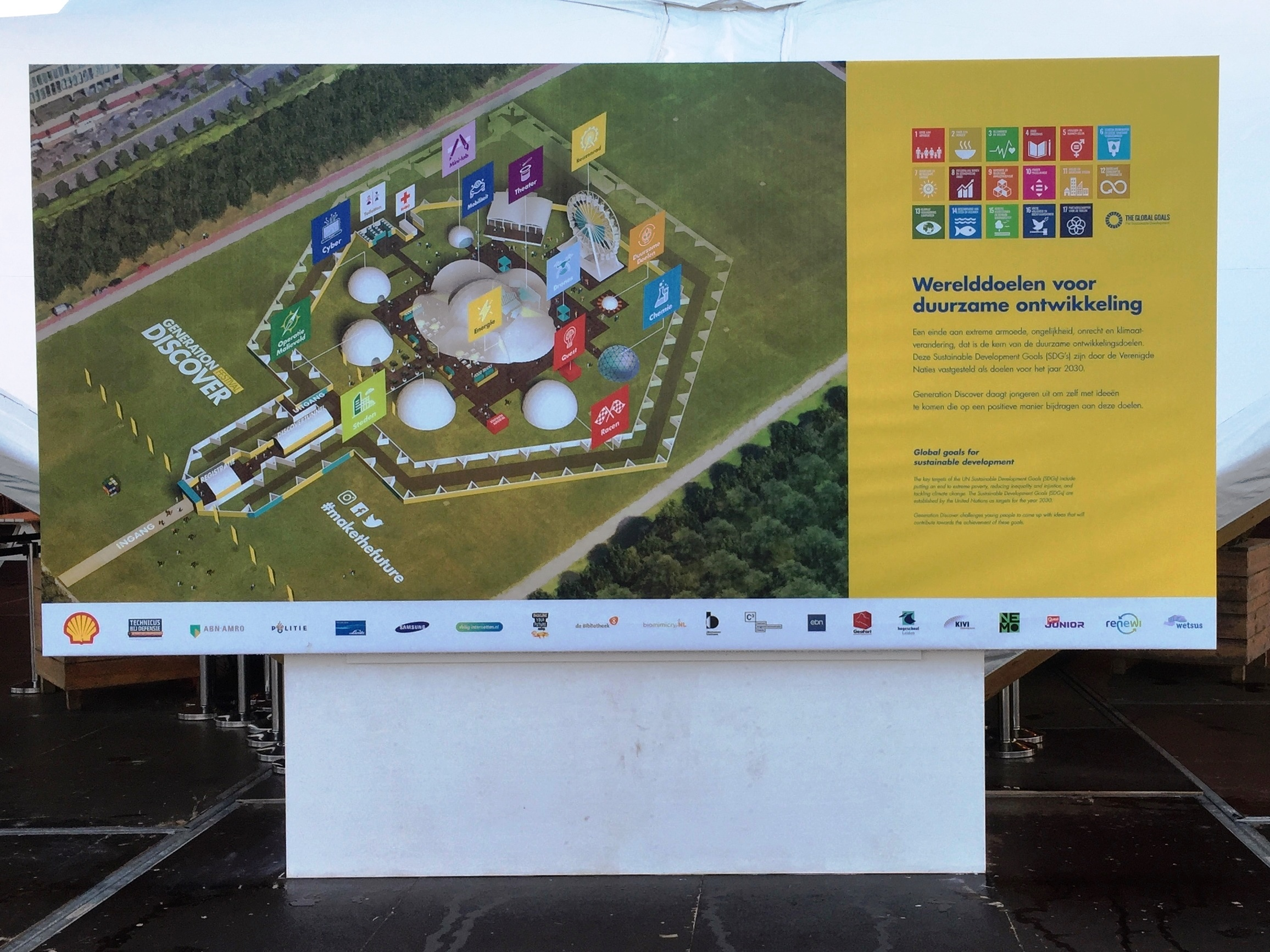
Werelddoelen voor duurzame ontwikkeling

## Externe links

Activiteiten
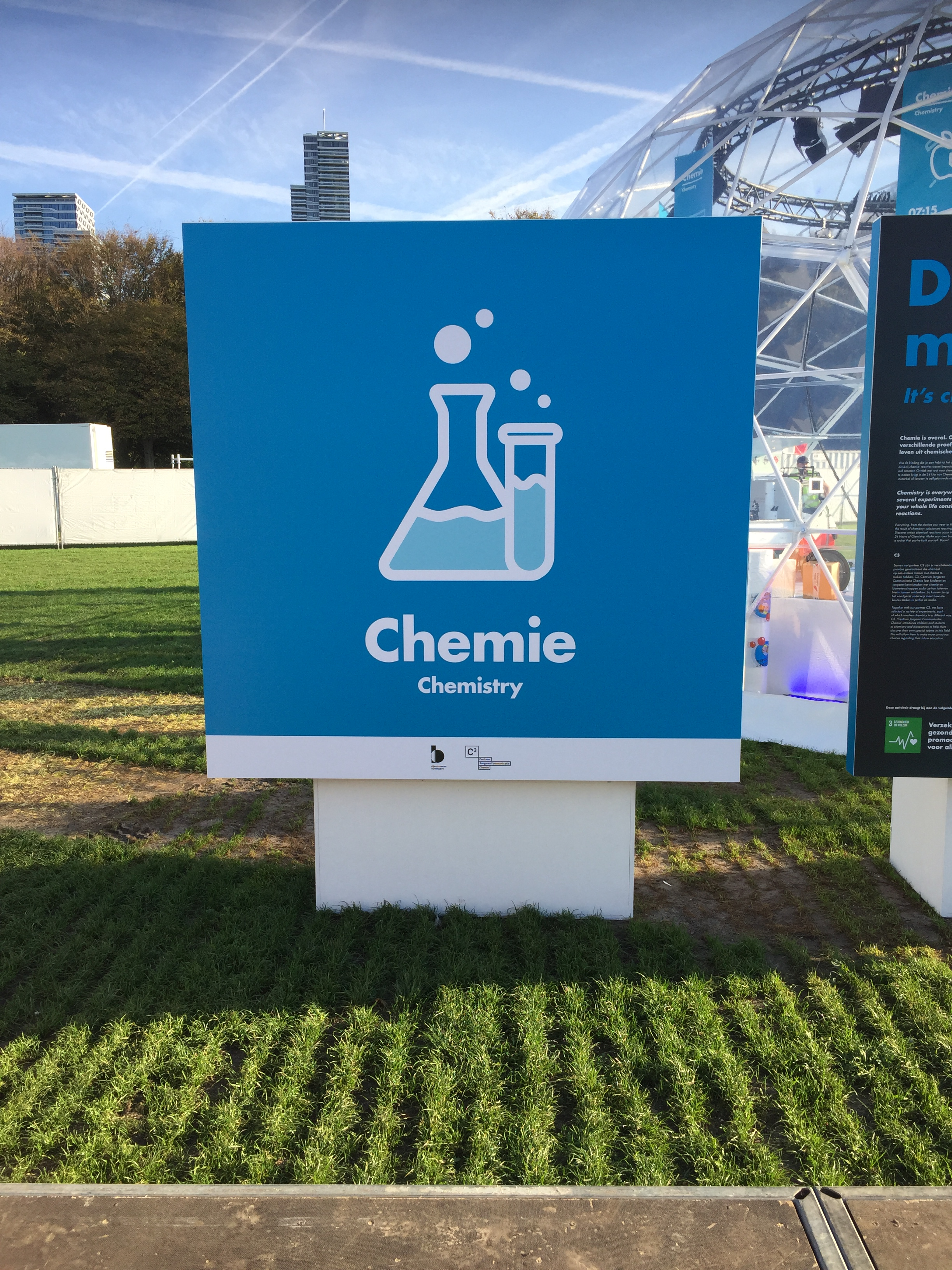
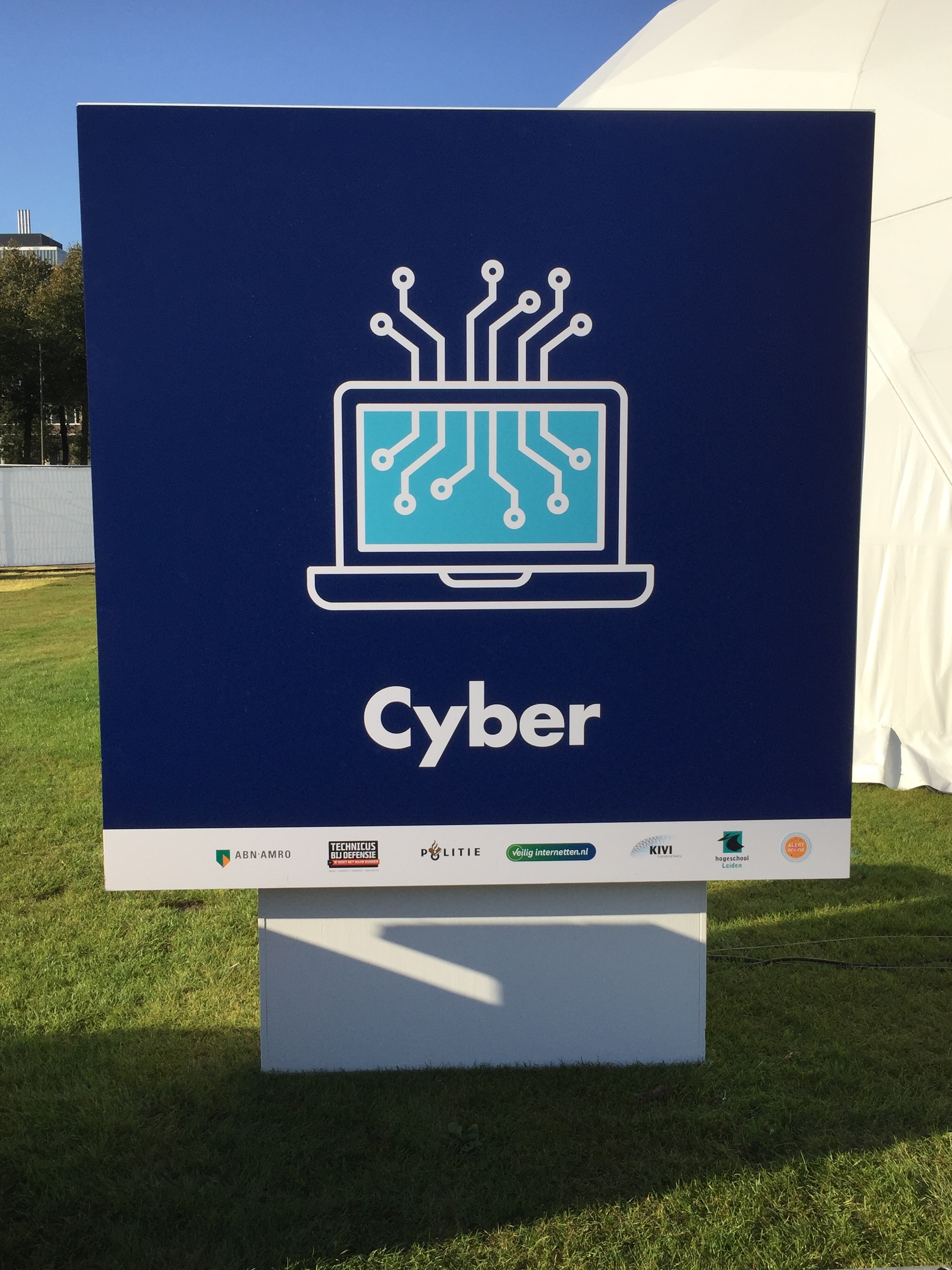
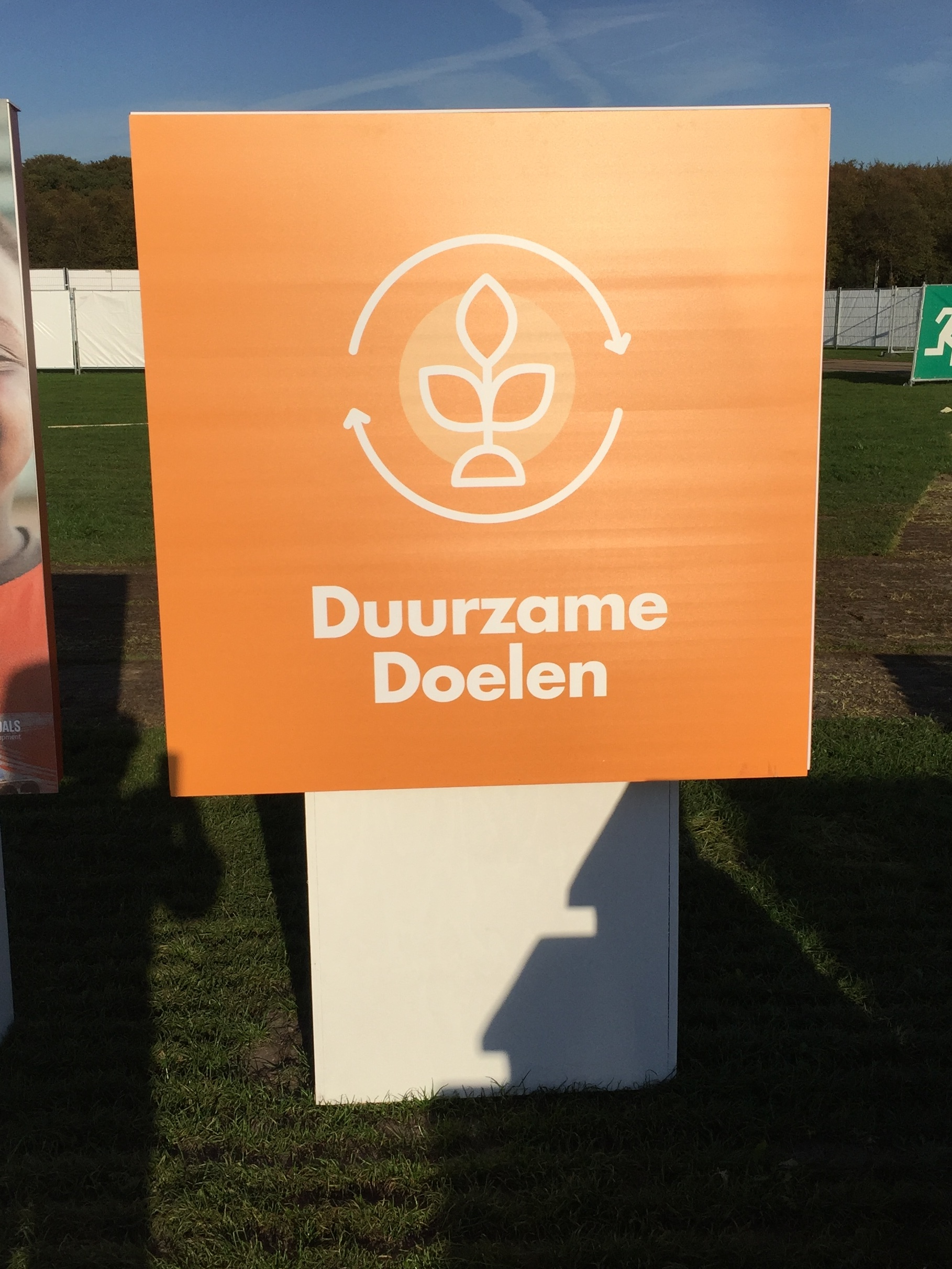
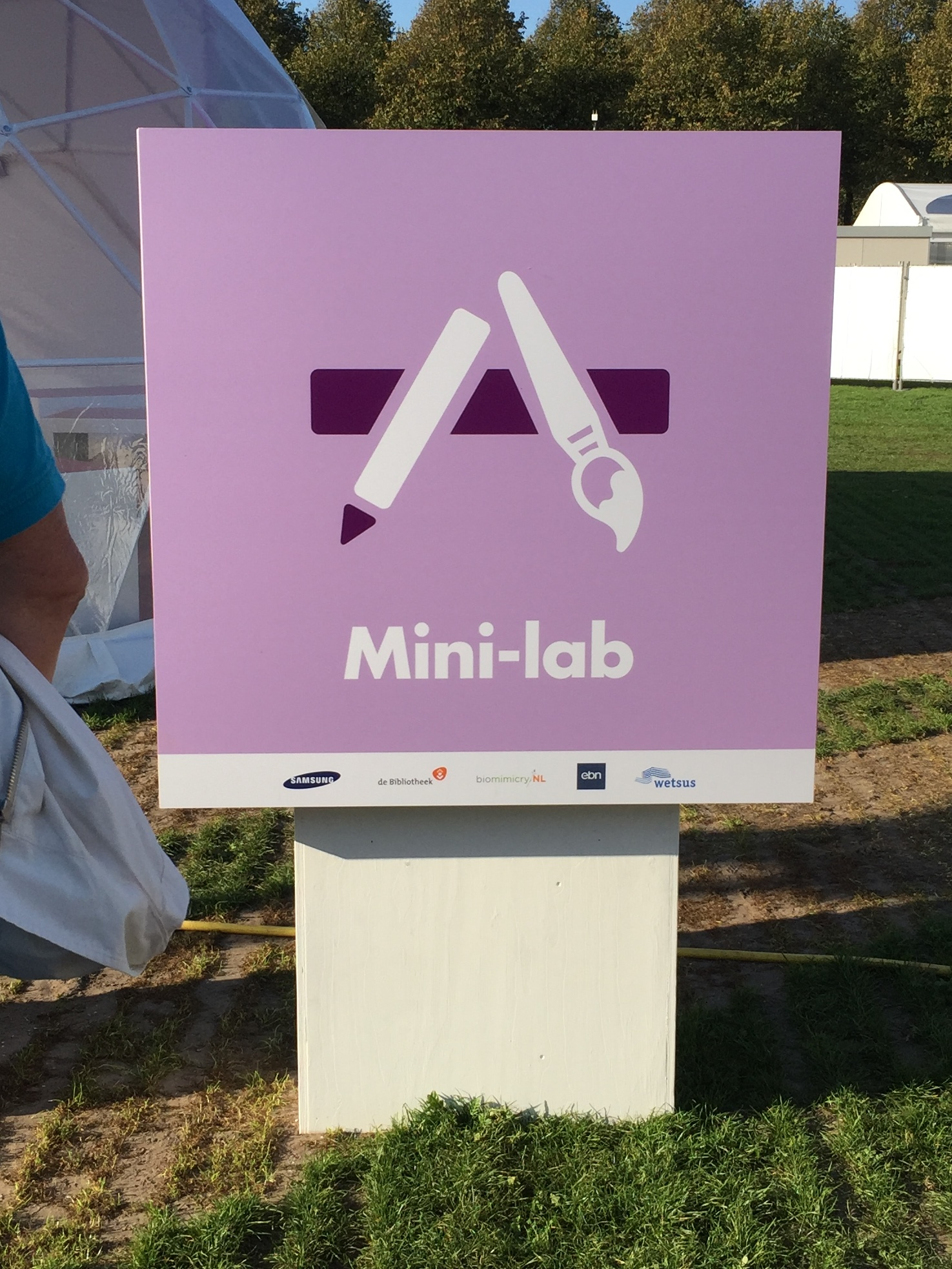
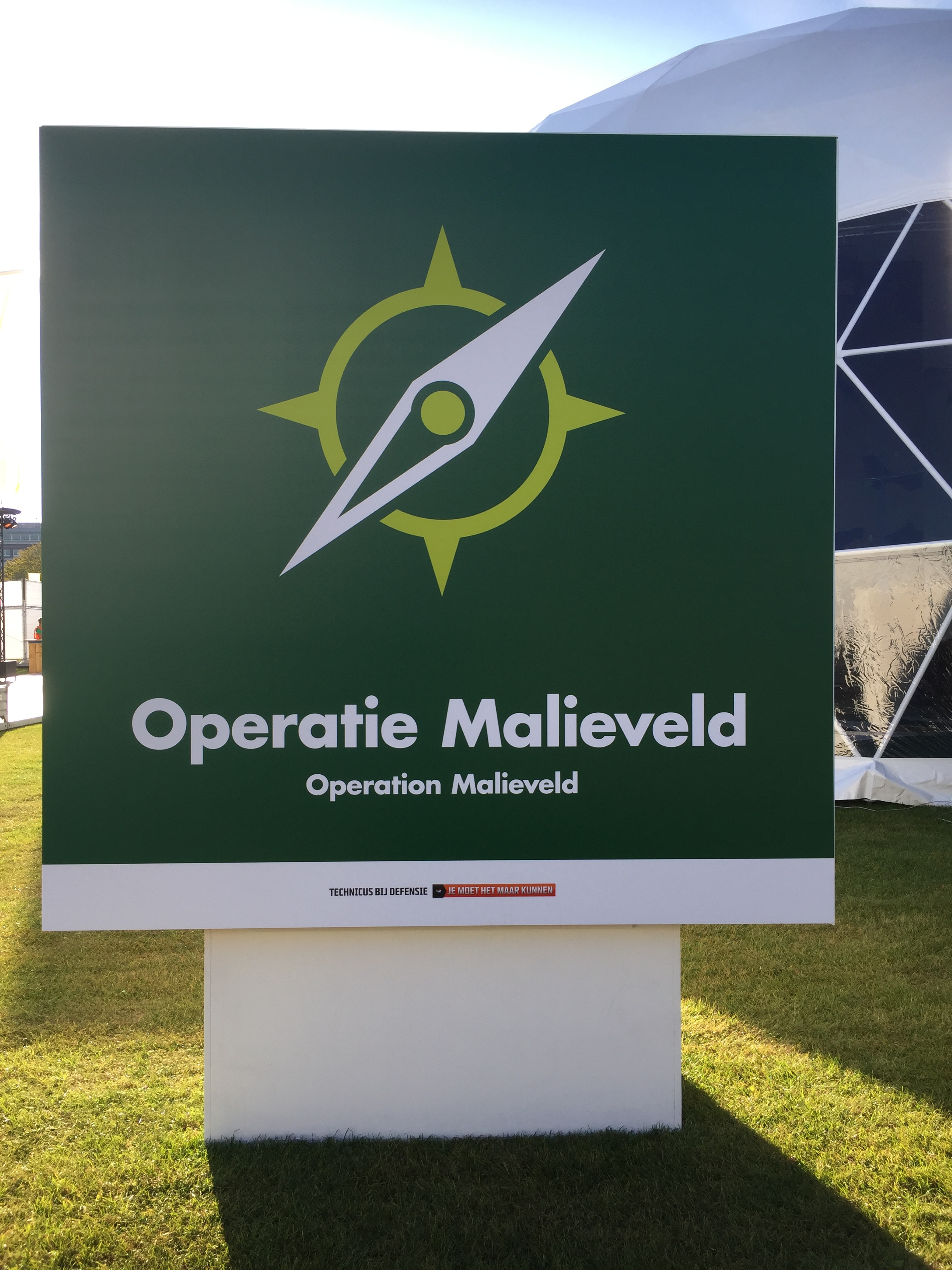
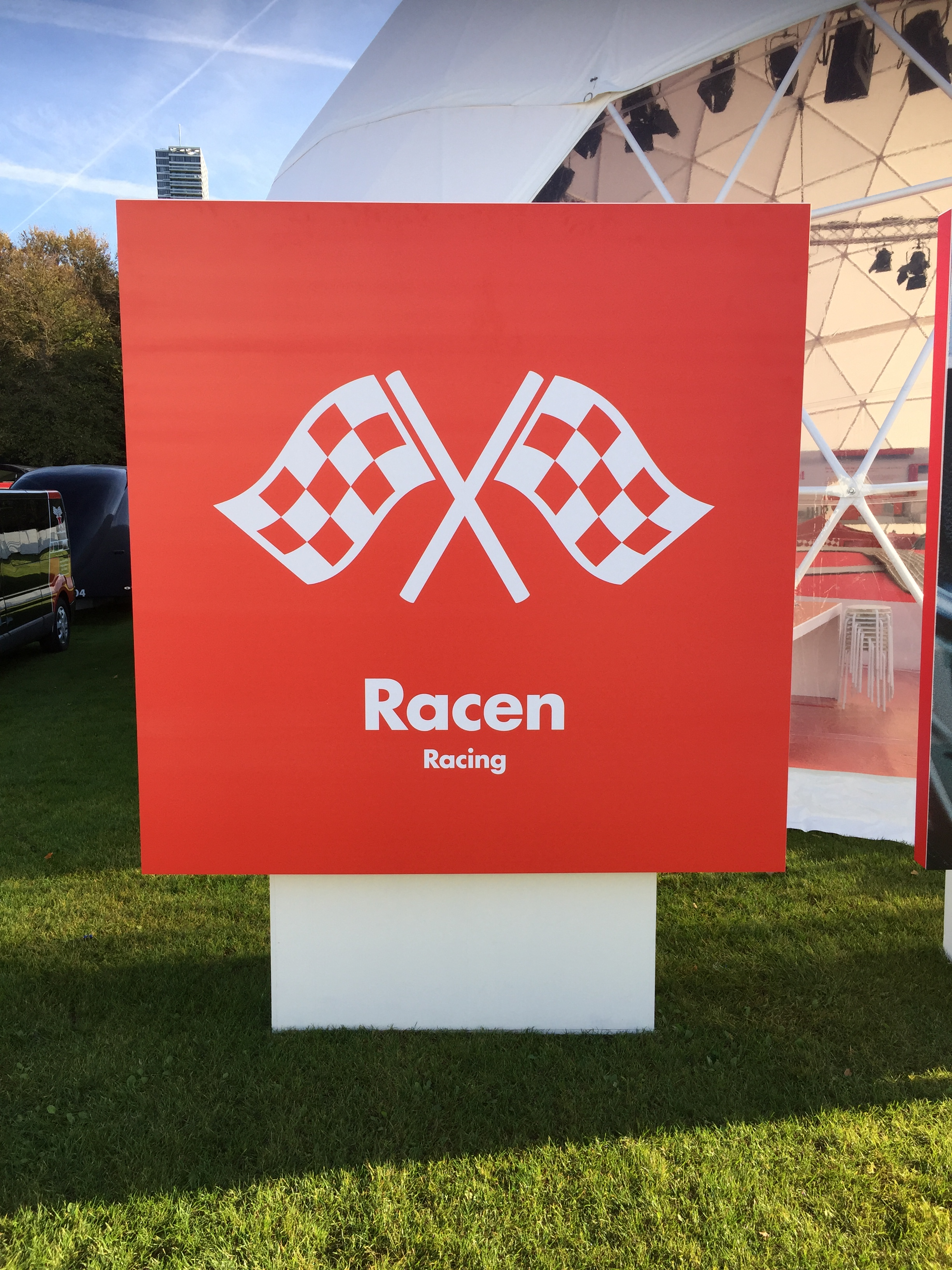
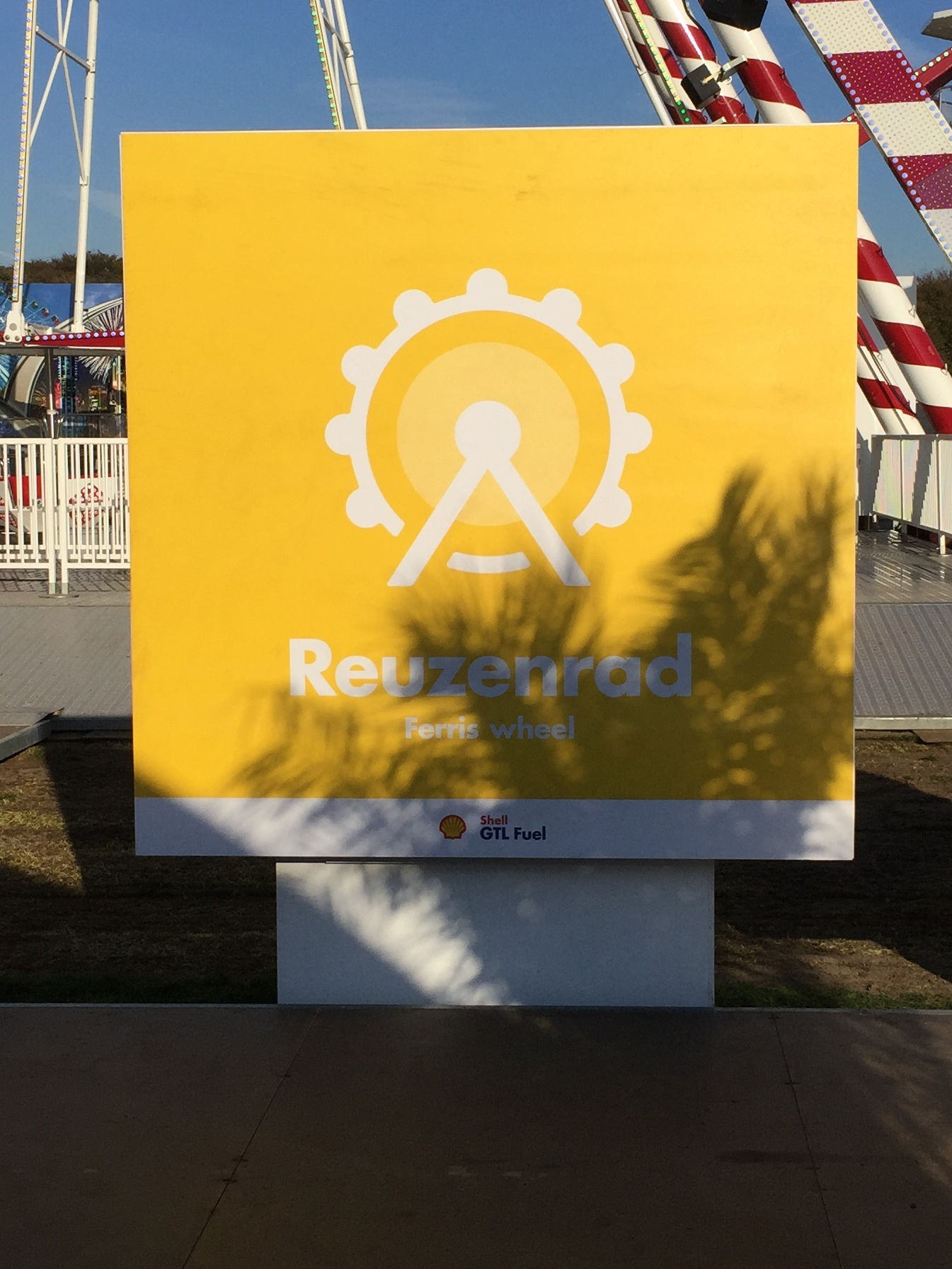
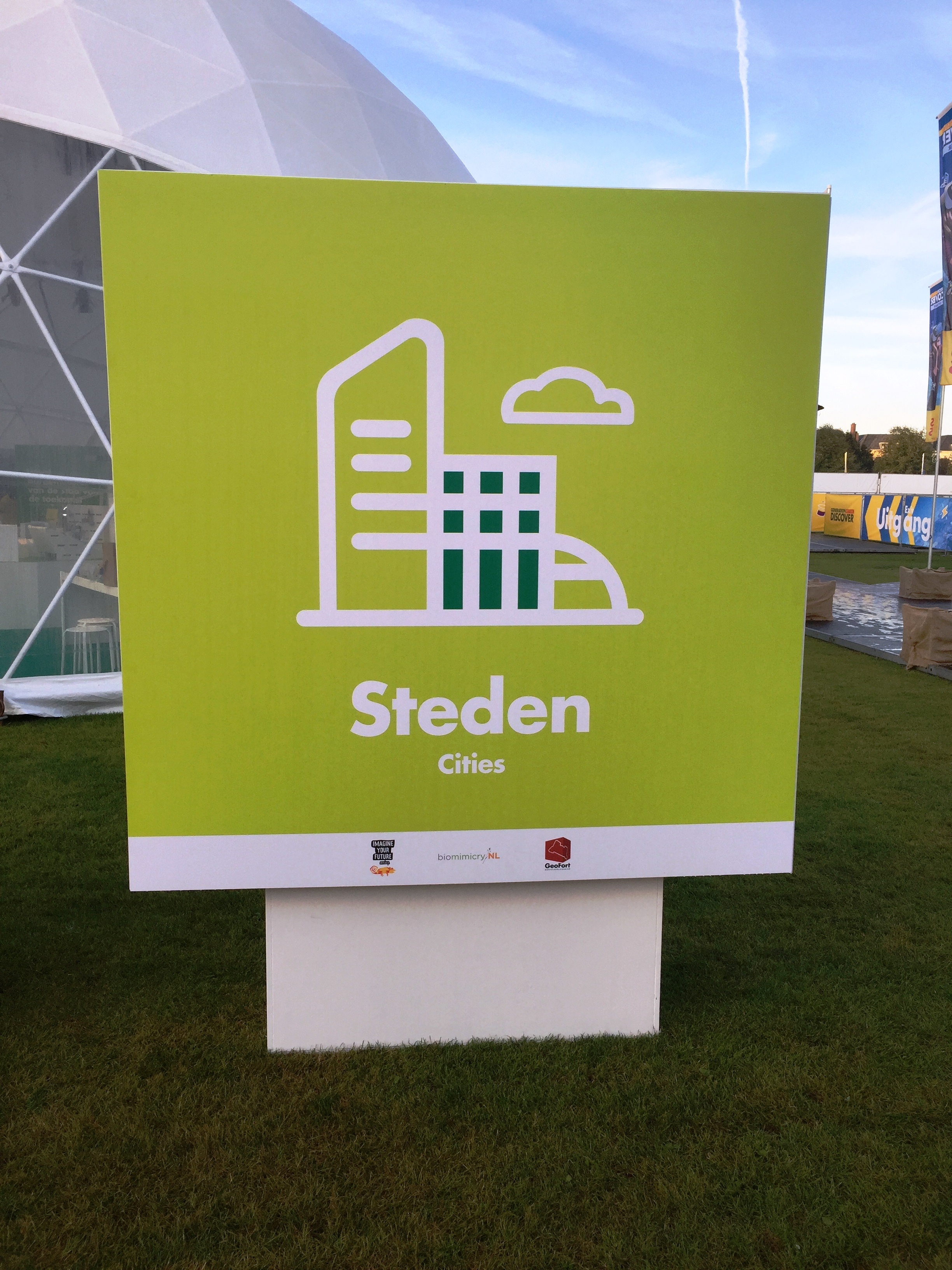
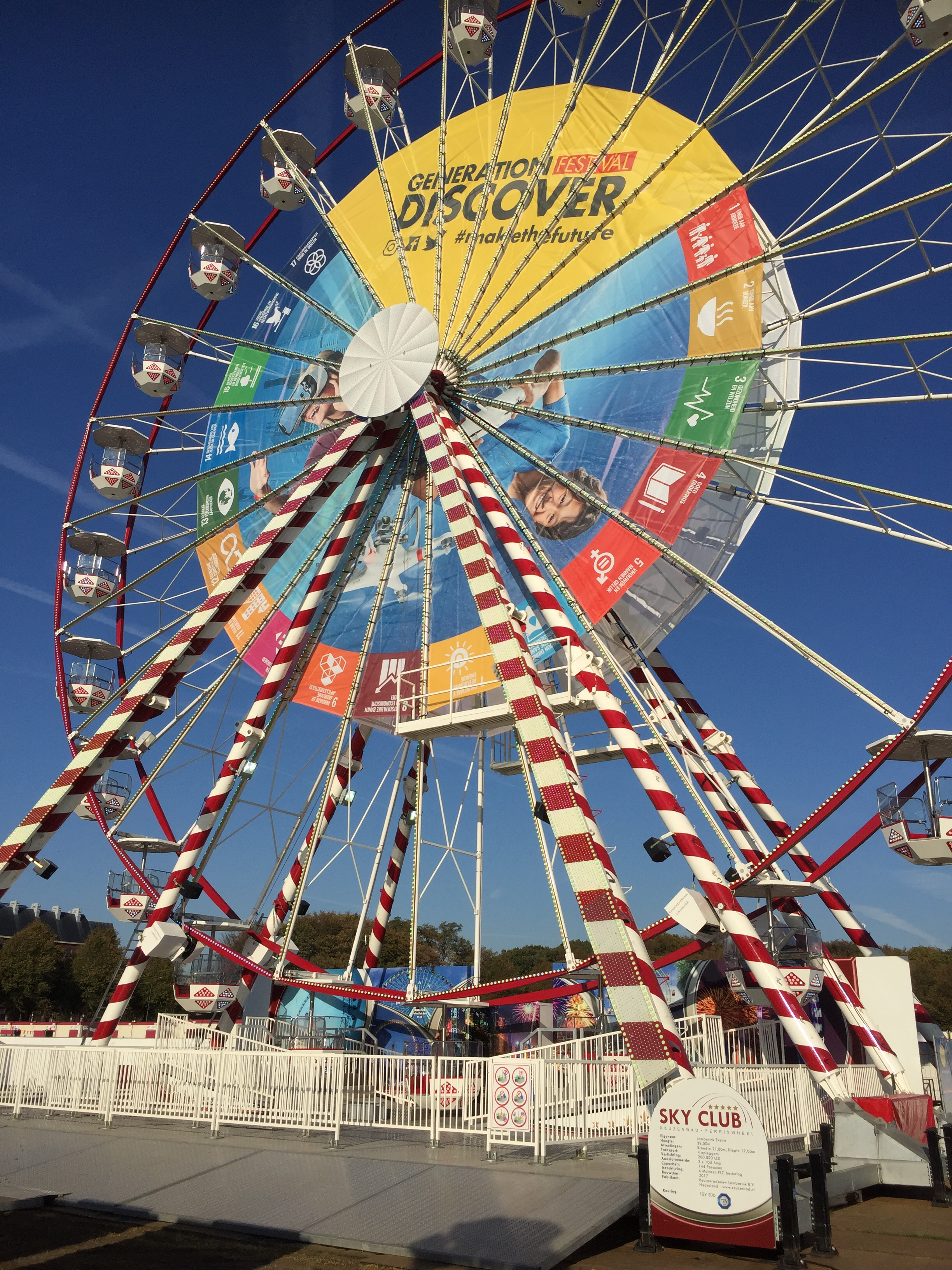